# Alex Puccio

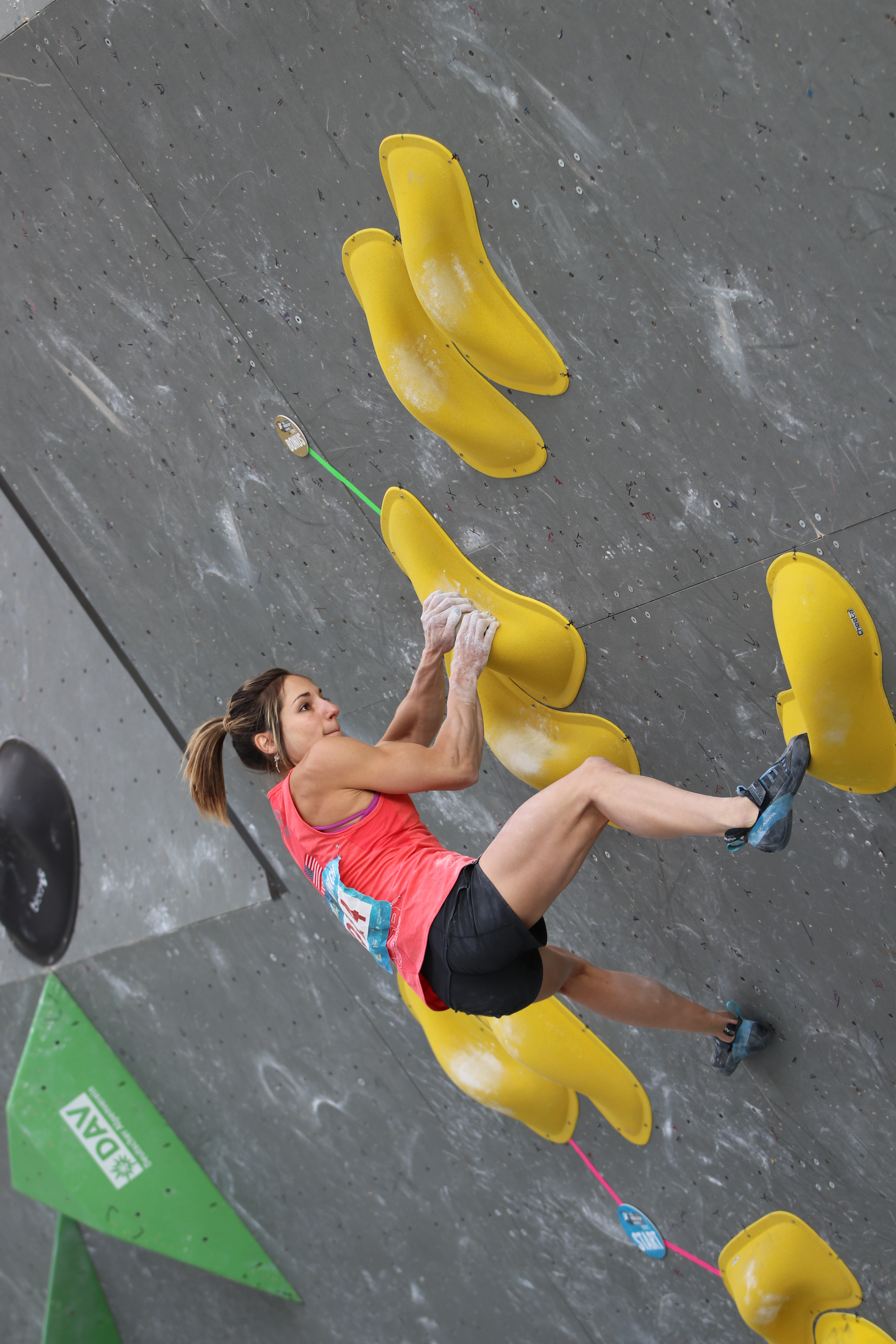
Alex Puccio escalant a la Boulder World Cup 2017

Alex Puccio (nascuda Alexandrea Elizabeth Cocca, 15 de juny de 1989, McKinney, Texas) és una escaladora professional estatunidenca especialitza en escalada en bloc. Competeix en campionats d'escalada tant a l'aire lliure i com en rocòdroms. És coneguda per ser una de les escaladores més fortes de tots els temps. Participa regularment en campionats nacionals i en les copes mundials de la Federació Internacional d'Escalada Esportiva (IFSC). Va ser tercera en la World Cup Bouldering el 2011 i ha guanyat l'American Bouldering Series onze vegades. Va guanyar una medalla de plata al Campionat Mundial d'Escalada de 2014, en la prova de blocs.

## Nombre de medalles en la Copa del món
| Any   | Or | Plata | Bronze | Total |
| ----- | -- | ----- | ------ | ----- |
| 2009  | 1  |       |        | 1     |
| 2011  |    | 3     | 2      | 5     |
| 2012  |    |       | 1      | 1     |
| 2013  |    | 1     | 4      | 5     |
| 2014  |    |       | 1      | 1     |
| 2018  | 1  |       |        | 1     |
| Total | 2  | 4     | 8      | 13    |

## Vies destacades
- 8B+(V14)
  - Heritage - Val Bavona (Suïssa) - abril 2019[5]
  - Penrose Step - Leavenworth (EUA) - abril 2018[6]
  - New Base Line - Magic Wood (Suïssa) - setembre 2017[7]
  - The Wheel of Chaos - Parc Nacional de les Muntanyes Rocoses (EUA) - 20 setembre 2014[8]
  - Jade - Parc Nacional de les Muntanyes Rocoses (EUA) - 3 agost 2014[8]
- 8B(V13)
  - Dead Meadow - Wild Basin (EUA) - 2 juny 2017
  - The Tea Cup- Leavenworth (EUA) - 16 abril 2017[9]
  - Luther - Hueco Tanks (EUA) - 22 febrer 2017[8]
  - Terre De Sienne - Hueco Tanks (EUA) - 19 desembre 2016[8]
  - Nagual - Hueco Tanks (EUA) - 21 febrer 2016 - FFA[8]
  - Slashface - Hueco Tanks (EUA) - 20 febrer 2016 - FFA[10]
  - Crown of Aragorn - Hueco Tanks (EUA) - 18 febrer 2016[8]
  - Dark Waters - Parc Nacional de les Muntanyes Rocoses (EUA) - 9 novembre 2015[8]
  - Free Range - Boulder Canyon (EUA) - 21 octubre 2015[8]
  - Don't get too greedy - Parc Nacional de les Muntanyes Rocoses (EUA) - 14 octubre 2015[8]
  - Irreversible - Parc Nacional de les Muntanyes Rocoses (EUA) - 26 setembre 2015[8]
  - Direcction - Bishop (EUA) - 4 març 2015[8]
  - The Swarm - Bishop (EUA) - 23 novembre 2014[11]
  - Black Lung - Joe's Valley (EUA) - 25 novembre 2014[8]
  - Freaks of the Indutry - Parc Nacional de les Muntanyes Rocoses (EUA) - 7 setembre 2014[8]
  - The Automator - Parc Nacional de les Muntanyes Rocoses (EUA) - 18 agost 2014[8]
  - Nuthin But Sunshine - Parc Nacional de les Muntanyes Rocoses (EUA) - 7 juliol 2014[8]
  - Top Notch - Parc Nacional de les Muntanyes Rocoses (EUA) - 2 juliol 2014[8]